# Antonio Mangiacavalli
Antonio Mangiacavalli (XV secolo – XVI secolo) è stato uno scultore italiano.

## Biografia
Originario del comasco, fu uno scultore attivo a Brescia tra il XV ed il XVI secolo.
È l'autore del Monumento funebre di Nicolò Orsini (XVI secolo), condottiero, conservato nel Museo di Santa Giulia a Brescia. La sua opera più fittamente documentata è invece il portale del duomo di Salò, eseguito tra il 1506 e il 1508 in collaborazione con Gasparo Cairano, maestro dal quale trarrà la maggior parte del suo carattere artistico, senza mai tuttavia riuscire ad eguagliarlo in termini di espressività.